# كاشف التوصيلية الحرارية
كاشف التوصيلية الحرارية ((بالإنجليزية: thermal conductivity detector TCD)‏)، المعروف أيضًا باسم مقياس القسطرة katharometer، هو كاشف خصائص عامة وكاشف كيميائي محدد يستخدم عادةً في استشراب الغاز (الكروماتوغرافي). يقوم هذا الكاشف باستشعار التغيرات في الموصلية الحرارية لمحلول العمود ويقارنها بتدفق مرجعي للغاز الناقل. نظرًا لأن معظم المركبات لها موصلية حرارية أقل بكثير من تلك الخاصة بغازات الناقل المعروفة مثل الهيليوم أو الهيدروجين، فعندما يخرج المحلل analyte من العمود، تنخفض الموصلية الحرارية للسائل الخارج effluent، وينتج عن ذلك إشارة يمكن اكتشافها.

## طريقة العمل
يتكون كاشف التوصيلة الحرارية TCD من فتيلة filament يمكن تسخينها كهربائيًا في خلية يمكن التحكم في درجة حرارتها. في ظل الظروف العادية، يكون هناك تدفق ثابت للحرارة من الفتيلة إلى جسم الكاشف. عندما يتسرب المحلل وتنخفض الموصلية الحرارية لتدفق العمود، تسخن الفتيلة وتتغير مقاومتها. غالبًا ما يمكن استشعار هذا التغيير في المقاومة بواسطة دائرة قنطرة ويتستون والتي تُنتج تغييرًا في الجهد يمكن قياسه. يتدفق السائل الخارج من العمود فوق أحد المقاومات بينما يكون التدفق المرجعي فوق مقاومة ثانية في الدائرة ذات المقاومات الأربعة.

مخطط كاشف التوصيلية الحرارية TCD

يُظهر الرسم التخطيطي لتصميم كاشف التوصيلية الحرارية التقليدي باستخدام دائرة قنطرة ويتستون. يقوم التدفق المرجعي عبر المقاوم 4 للدائرة بالتعويض عن الانجراف بسبب التقلبات في التدفق أو درجة الحرارة. ستؤدي التغييرات في الموصلية الحرارية لتدفق مياه العمود عبر المقاومة 3 إلى تغير في درجة حرارة المقاومة وبالتالي تغيير في قيمة المقاومة يمكن قياسه كإشارة.
نظرًا لأن جميع المركبات، العضوية وغير العضوية، لها موصلية حرارية مختلفة عن الهيليوم أو الهيدروجين، فمن الممكن اكتشاف جميع المركبات تقريبًا. لهذا السبب غالبًا ما يُطلق على كاسف التوصيلية الحرارية TCD اسم الكاشف العالمي universal detector.
يُستخدم كاشف التوصيلية الحرارية TCD بعد عمود الفصل (في الاستشراب)، حيث يقيس تركيزات كل مُركَّب موجود في العينة. في الواقع، تتغير إشارة الكاسف عندما يمر المُركَّب من خلاله، مما يشكل ذروة على خط الأساس. يعكس موضع الذروة على خط الأساس نوع المركب. مساحة الذروة (التي يجري حسابها عن طريق دمج إشارة الكاشف بمرور الوقت) تمثل تركيز المُركَّب. يُستخدم عينة تركيزات مركباتها معروفة لمعايرة كاشف التوصيلية الحرارية: تتأثر التركيزات بمناطق الذروة من خلال منحنى المعايرة.
يعد جهاز كاشف التوصيلية الحرارية كاشفًا جيدًا للأغراض العامة للتحقيقات الأولية مع عينة غير معروفة مقارنةً بجهاز كاشف تأين اللهب FID الذي سيتفاعل فقط مع المركبات القابلة للاشتعال (على سبيل المثال: الهيدروكربونات). علاوة على ذلك، فإن تقنية كاشف التوصيلية الحرارية TCD هي تقنية غير محددة وغير مدمرة (أي لا تؤثر سلبًا على المادة المُراد قياس توصيليتها الحرارية). ويستخدم جهاز كاشف التوصيلية الحرارية TCD أيضًا في تحليل الغازات الدائمة (الأرجون والأكسجين والنيتروجين وثاني أكسيد الكربون) لأنه يستجيب لكل هذه المواد على عكس جهاز كاشف تأين اللهب FID الذي لا يمكنه اكتشاف المركبات التي لا تحتوي على روابط كربون-هيدروجينية.
بالنظر إلى حد الكشف، يصل كل من كاشف التوصيلية الحرارية TCD وكاشف تأين اللهب FID إلى مستويات تركيز منخفضة (أقل من ppm أو ppb).
يتطلب كلاهما غاز حامل مضغوط (عادةً: الهيدروجين H2 لجهاز كاشف تأين اللهب FID، والهيليوم He لجهاز كاشف التوصيلية الحرارية TCD)، ولكن بسبب المخاطر المرتبطة بتخزين الهيدروجين (حيث أن قابليته الاشتعال عالية جدًا، انظر سلامة الهيدروجين)، يجب استخدام كاشف التوصيلية الحرارية TCD لأنه يستخدم الهيليوم وليس الهيدروجين، خصوصًا في المواقع التي تكون فيها السلامة أمرًا بالغ الأهمية.

### الاحتياطات
أحد الأشياء التي يجب الانتباه إليها عند تشغيل كاشف التوصيلية الحرارية TCD هو أنه لا ينبغي أبدًا مقاطعة تدفق الغاز عندما تكون الفتيلة ساخنة، لأن حدوث ذلك قد يتسبب في احتراق الفتيلة. في حين أن فتيلة كاشف التوصيلية الحرارية TCD يجري تخميلها كيميائيًا بشكل عام لمنعها من التفاعل مع الأكسجين، إلا أن طبقة التخميل يمكن أن تتعرض للتأثر بواسطة المركبات الهالوجينية، لذلك يجب تجنبها حيثما أمكن ذلك.
في حالة تحليل الهيدروجين، سيظهر الذروة بشكل سلبي عند استخدام الهيليوم كغاز مرجعي. يمكن تجنب هذه المشكلة إذا استخدمنا غاز مرجعي آخر، على سبيل المثال الأرجون أو النيتروجين، على الرغم من أن هذا سيقلل بشكل كبير من حساسية الكاشف تجاه أي مركبات أخرى غير الهيدروجين.

## وصف العملية
يعمل الكاشف عن طريق وجود أنبوبين متوازيين يحتويان على غاز وملفات تسخين heating coils. يجرى فحص الغازات عن طريق مقارنة معدل فقدان الحرارة من ملفات التسخين إلى الغاز. يجري ترتيب الملفات في دائرة قنطرة ويتستون بحيث يمكن قياس تغييرات قيم المقاومة بسبب التبريد غير المتساوي. تحتوي قناة واحدة عادة على غاز مرجعي ويجري تمرير الخليط المراد اختباره عبر القناة الأخرى.

## التطبيقات
تُستخدم أجهزة كاشف التوصيلية الحرارية في عدة تطبيقات منها:
- في المجال الطبي: (القسطرة Katharometers) ضمن أجهزة اختبار وظائف الرئة وفي استشراب الغاز. إن الحصول على النتائج يكون أبطأ مقارنة بجهاز مطياف الكتلة، ولكن الجهاز غير مُكلف، ويتمتع بدقة جيدة عندما تكون الغازات المعنية معروفة، وما يجب تحديده فقط هو النسبة.
- مراقبة نقاء الهيدروجين في المولدات التوربينية المبردة بالهيدروجين .
- الكشف عن فقدان الهيليوم من وعاء الهيليوم في مغناطيس فائق التوصيل للتصوير بالرنين المغناطيسي.
- يستخدم في صناعة التخمير لقياس كمية ثاني أكسيد الكربون الموجودة في عينات البيرة.
- يستخدم في صناعة الطاقة لتحديد كمية (القيمة الحرارية) للميثان داخل عينات الغاز الحيوي.
- يُستخدم في صناعة الأغذية والمشروبات لتحديد كمية غازات تغليف الأغذية و/أو التحقق من صحتها.
- يُستخدم في صناعة النفط والغاز لقياس نسبة الهيدروكربونات الهيدروجينية عند الحفر.